# Electric Music for the Mind and Body
Electric Music for the Mind and Body, gruppen Country Joe and the Fishs debutalbum, utgivet i januari 1967 på skivbolaget Vanguard Records. 
Detta var ett av de allra första genomgående psykedeliska rockalbumen som kom ut (i stort var bara 13th Floor Elevators debutalbum före). Här finns hård psykedelisk rock ("Flying High"), psykedeliska jam ("Section 43") och politiska satirer ("Superbird"). Även om gruppen är mest känd för protestsången "I Feel Like I'm Fixin' to Die-Rag" var "Not So Sweet Martha Lorraine" deras enda intrång på billboardlistans popsingellista, och då som en lågt placerad singel. Albumet däremot nådde respektabla 39:e plats på popalbumlistan.

## Låtlista
1. Flying High  (McDonald) - 2:38
2. Not So Sweet Martha Lorraine  (Joyful/Wisdom/McDonald) - 4:21
3. Death Sound Blues  (McDonald/Wisdom) - 4:23
4. Porpoise Mouth  (McDonald/Wisdom) - 2:48
5. Section 43  (McDonald/Wisdom) - 7:23
6. Superbird  (McDonald/Wisdom) - 2:04
7. Sad and Lonely Times  (McDonald/Wisdom) - 2:23
8. Love  (Barthol/Chen/Hirsh/McDonald/Melton) - 2:19
9. Bass Strings  (Joyful/McDonald) - 4:58
10. The Masked Marauder  (Joyful/McDonald) - 3:10
11. Grace  (Joyful/McDonald) - 7:03